# GZ Водолея
GZ Водолея (лат. GZ Aquarii) — двойная затменная переменная звезда типа W Большой Медведицы (EW) в созвездии Водолея на расстоянии приблизительно 3468 световых лет (около 1063 парсеков) от Солнца. Видимая звёздная величина звезды — от +15,5m до +14,6m. Орбитальный период — около 0,3027 суток (7,2655 часов).

## Характеристики
Первый компонент — жёлтая звезда спектрального класса G. Эффективная температура — около 5473 К.